# دايفيد ويليام هاتشيسون
دايفيد ويليام هاتشيسون (بالإنجليزية: David William Hutchison)‏ هو ضابط أمريكي، ولد في 21 مايو 1908 في منرال بوينت في الولايات المتحدة، وتوفي في 24 سبتمبر 1982.